# Bristol Lodekka
De Bristol Lodekka is een Britse dubbeldeksbus die in de jaren 1949-68 werd gebouwd door Bristol Commercial Vehicles Ltd in Bristol, Verenigd Koninkrijk. De carrosserieën werden gebouwd door Eastern Coach Works Ltd (ECW) in Lowestoft.

## Beschrijving
De Lodekka was een dubbeldekker van klassiek model, met een 'halve' cabine voor de chauffeur en een staande motor voorin. De naam Lodekka was een verbastering van low decker, oftewel een lowbridge doubledecker die lager was dan de meeste andere dubbeldekkers, inclusief de befaamde Londense AEC Routemaster. Dit leverde voordeel op bij lage onderdoorgangen, waardoor de Lodekka op meer routes kon worden ingezet.
De vloer was laag gehouden, zodat de totale hoogte binnen de perken bleef. Dit was mogelijk doordat de overbrenging van de motor naar de achterwielen in tweeën was gesplitst. De buscarrosserie zelf was niet lager dan normale highbridge dubbeldekkers. Reizigers op het bovendek hoefden daardoor minder te bukken dan bij andere lowbridge modellen.
De eerste serie (LD) had alleen een ingang aan de achterkant, zodat er naast de buschauffeur ook een conducteur nodig was. De latere FL- en FS- series hadden ook een variant met de deur aan de voorkant, respectievelijk de FLF en FSF. De dieselmotor was over het algemeen een vijf- of zescilindermotor van Gardner, maar er zijn ook exemplaren afgeleverd met Bristol- of Leyland-motor.
De Lodekka was ook leverbaar met open top of als convertible, waarbij de bus 's winters normaal dienstdeed en 's zomers het dak van het bovendek werd afgenomen.

## Geschiedenis
Bristol en ECW bouwden meer dan 5200 Lodekka's tussen 1949 en 1968. In tegenstelling tot de Routemaster, die vooral voor stadslijnen was ontworpen, werd de Lodekka bij voorkeur in het Britse streekvervoer ingezet. Het was de standaarddubbeldekker van het staatsbedrijf National Bus Company (NBC), de overkoepelende holding van veel Britse busbedrijven. Ook de fabrieken Bristol en ECW waren staatseigendom. Daardoor was het aantal te leveren Lodekka's jarenlang gelimiteerd: busbedrijven buiten de NBC konden deze bus niet vrijelijk kopen. Pas in 1967 werd de blokkade opgeheven.
Om de strenge bepalingen van de NBC te omzeilen heeft busbouwer Dennis Brothers Ltd te Guildford in de jaren 1958-67 dit type bus in licentie vervaardigd en op de markt gebracht als Dennis Loline. Hierdoor konden ook particuliere busondernemingen dit model aanschaffen.
De Lodekka heeft gereden in het hele land en was een populair busmodel. Dat kwam ook doordat de avonturen van een chauffeur en conducteur in de ITV-sitcom On the Buses (in Nederland uitgezonden als Dubbeldekkers) zich afspeelden op en om een Bristol Lodekka.

## Museumbussen
In het Verenigd Koninkrijk zijn vele Lodekka's bewaard gebleven. Ook daarbuiten is de Lodekka een geliefd autobustype voor plezierritten als een typisch Engelse dubbeldekker, waarvan de inzet door de geringe hoogte bovendien weinig beperkingen kent. De vaak gedane suggestie dat het hierbij om een Londense dubbeldekker zou gaan, is onjuist. In tegenstelling tot de beroemde Routemaster heeft de Lodekka nooit in het Londense stadsvervoer gereden. Dat maakt dit autobustype echter niet minder karakteristiek voor het Britse busvervoer in de tweede helft van de twintigste eeuw.